# Мацишевиці
Мацишевиці (пол. Maciszewice) — село в Польщі, у гміні Блашки Серадзького повіту Лодзинського воєводства.
Населення — 265 осіб (2011).
У 1975-1998 роках село належало до Серадзького воєводства.

## Демографія
Демографічна структура станом на 2021 рік:
|          | Загалом | Допрацездатний вік | Працездатний вік | Постпрацездатний вік |
| -------- | ------- | ------------------ | ---------------- | -------------------- |
| Чоловіки | 132     | 22                 | 97               | 13                   |
| Жінки    | 133     | 23                 | 80               | 30                   |
| Разом    | 265     | 45                 | 177              | 43                   |